# Jak Bóg da
Jak Bóg da (wł. Se Dio vuole) – włoska komedia z 2015 w reżyserii Edoardo Falcone z Marco Giallinim i Alessandro Gassmanem w rolach głównych.
Film otrzymał nagrodę David di Donatello w 2015 za najlepszy debiut reżyserski. Nominowany był też w kategorii dla najlepszego aktora pierwszoplanowego.

## Fabuła
Tommaso jest typem autorytarnym. Nie wierzy w Boga i ma poglądy liberalne. Któregoś dnia jego syn oznajmił, że wstępuje do seminarium, bo chce zostać księdzem. Zdeterminowany ojciec poczynił starania, by odwieść go od tego planu.

## Obsada
- Marco Giallini jako Tommaso
- Alessandro Gassman jako don Pietro
- Laura Morante jako Carla
- Ilaria Spada jako Bianca
- Edoardo Pesce jako Gianni
- Enrico Oetiker jako Andrea
- Carlo De Ruggieri jako Pizzuti
- Alex Cendron jako Fratta
- Giuseppina Cervizzi jako Rosa